# Publi Petroni
Publi Petroni (en llatí Publius Petronius) va ser un militar i magistrat romà que va viure entre el segle I aC i el segle I sota els emperadors August, Tiberi, Calígula i Claudi. Formava part de la gens Petrònia, una antiga família romana d'origen plebeu.
L'any 7 va ser àugur i cònsol sufecte l'any 19, juntament amb Marc Juni Silà. L'emperador Tiberi el va enviar a Núbia, on va saquejar la ciutat de Napata l'any 24. Calígula el va nomenar governador de Síria com a successor de Luci Vitel·li, am l'encàrrec de que erigís una estàtua de l'emperador al Temple de Jerusalem.
Aquest Petroni també és mencionat com a legat de Claudi.